# Edwidge Danticat
Edwidge Danticat, ameriška pisateljica, * 19. januar 1969, Haiti
Edwidge Danticat se je rodila na Haitiju, pri dvanajstih pa se je preselila v New York k staršem. Angleščina je torej njen tretji jezik, po haitijski kreolščini in francoščini, ki sta obarvali tudi njeno literarno angleščino. 
V svojih kratkih zgodbah in romanih se loteva izkušnje Haitijcev in haitijskih priseljencev v ZDA ter senc, ki jih zapletena haitijska zgodovina meče na sedanjost. Krik? Krak! (1996) je njena druga knjiga. V njej se je ustvarjalno oprla na tradicijo pripovedovanja zgodb, živo neuradno zgodovino, ki so jo na Haitiju gojili potomci afriških sužnjev.
1. ↑  SNAC — 2010.
2. ↑  Encyclopædia Britannica
3. ↑  Internet Speculative Fiction Database — 1995.
4. ↑  https://www.theguardian.com/books/2004/nov/20/featuresreviews.guardianreview9